# Христкор
Христкор, также крайсткор или христианский хардкор — музыкальный стиль, относящийся к металкору и хардкор-панку, с текстами песен, несущими в себе христианский смысл. Группы, играющие крайсткор, проповедуют христианство, и в какой-то степени их музыкальный стиль колеблется в пределах рока/металла. Группы, играющие в этом стиле, часто открыто заявляют о своих убеждениях и используют христианские образы в своей лирике, поэтому могут считаться частью христианской музыкальной индустрии.
Среди любителей христкора есть не только верующие христиане. Благодаря некоторым новаторам в хардкор-движении, таким как Extol, и хардкор-движению в целом, аудитория этих групп в последнее время стала более широкой. Хардкор является поджанром, отделившимся от панк-рока в 1980-х, характеризуется необычным ритмом и вокалом.
К христкору относят такие группы как Believer, The Chariot, Living Sacrifice, От Юности Моея и другие.

## Христкор журналы и сайты
- HXC Christian
- Uprise
- HM
- Intense Christian Entertainment (ICE) Архивная копия от 19 октября 2020 на Wayback Machine
- The Full Armor of God Broadcast